# Julia Addington
Julia Addington, född 1829, död 1875, var en amerikansk politiker. 
Hon valdes 1869 till skolstyrelsen i Mitchell County, Iowa, och därmed den första kvinna i USA att väljas till ett offentliga ämbete i USA. 